# Donald Worster
Donald Worster, né en 1941, est un historien américain en poste à l'université du Kansas.
Worster obtient son Bachelor of Arts en 1963 puis son Master of Arts en 1964 à l'université du Kansas. Il poursuit ses études à l'université Yale, obtenant un Master en philosophie en 1970 puis son doctorat en 1971. Il est considéré comme l'un des fondateurs de l'histoire environnementale (environmental history) et, en 2009 il rejoint l'American Academy of Arts and Sciences.

## Œuvres
- A Passion for Nature: The Life of John Muir (2008)  (ISBN 0-19-516682-5)
- A River Running West: The Life of John Wesley Powell (2002)  (ISBN 0-19-515635-8)
- An Unsettled Country: Changing Landscapes of the American West (1994)  (ISBN 0-8263-1481-3)
- The Wealth of Nature: Environmental History and the Ecological Imagination  (1994)  (ISBN 0-19-507624-9)
- Rivers of Empire: Water, Aridity, and the Growth of the American West (1985)  (ISBN 0-19-507806-3). Obtient le prix Pulitzer
- Dust Bowl: The Southern Plains in the 1930s (1979)  (ISBN 0-19-502550-4), qui obtient le prix Bancroft et est nommé au prix Pulitzer
- Nature's Economy: A History of Ecological Ideas (1977)  (ISBN 0-87156-197-2)

## Source
- (en) Cet article est partiellement ou en totalité issu de l’article de Wikipédia en anglais intitulé « Daniel Worster » (voir la liste des auteurs).